# Eugenio García Gascón
Eugenio García Gascón (Barcelona, 1957) és un periodista i escriptor català.
Va cursar estudis de literatura a la Universitat de Barcelona. Es va establir a Orient Mitjà el 1991, on ha residit més de vint anys i ha estat corresponsal de diferents mitjans, com Público. És considerat un especialista en el conflicte israelianopalestí. Va ser guardonat amb el Premi Cirilo Rodríguez el 2010 en un jurat que va valorar la seva cobertura del conflicte de la flotilla de Gaza. Com a autor, ha escrit Israel en la encrucijada. Crónicas de un sueño imperfecto (2004) i La cárcel identitaria. Dietario de Jerusalén (2013), un assaig amb notes d'actualitat i històriques sobre la situació política d'Orient Mitjà en general, i d'Israel en particular. El 2014 es va publicar Expediente Bagdad, una obra de la qual és coautor juntament amb Joan Cañete Bayle, editada per Siruela i que s'emmarca en el context de la caiguda de Bagdad l'abril de 2003 durant la guerra de l'Iraq.